# Stadion Parque Alfredo Víctor Viera
Stadion Parque Alfredo Víctor Viera (špa. Estadio Parque Alfredo Víctor Viera) nogometni je stadion u urugvajskom gradu Montevideu. Na stadionu domaće utakmice igra gradski nogometni klub Montevideo Wanderers F.C., zbog čega se trenutno koristi samo za nogometne utakmice. Svečano je otvoren 15. listopada 1933. s kapacitetom od 15.000 sjedećih mjesta, koja su podijeljena u četiri sektora nazvanih prema četiri velika urugvajska nogometaša: Obdulio Varela, Cayetano Saporitti, René "Tito" Borjas i Jorge "Chifle" Barrios.
Stadion se nalazi u samom srcu centra Montevidea, te je jedna od gradskih znamenitosti.

## Vanjske poveznice
- (šp.) mwfc.com.uy - službene stranice nogometnog kluba Montevideo Wanderers F.C.
- (šp.) Montevideo 360° na stranici projekta Urugvaj 360°